# امیلیو کلمبو
امیلیو کلمبو (ایتالیایی: Emilio Colombo؛ ۱۱ آوریل ۱۹۲۰ – ۲۴ ژوئن ۲۰۱۳) یک سیاست‌مدار، دیپلمات و وکیل اهل ایتالیا بود که از تاریخ ۶ اوت ۱۹۷۰ تا تاریخ ۱۷ فوریه ۱۹۷۲ سمت نخست وزیری و از تاریخ ۱ اوت ۱۹۹۲ تا تاریخ ۲۸ آوریل ۱۹۹۳ و بار دیگر از تاریخ ۴ آوریل ۱۹۸۰ تا تاریخ ۴ اوت ۱۹۸۳ سمت وزارت امور خارجه ایتالیا را برعهده داشت.
امیلیو کلمبو در ۲۴ ژوئن ۲۰۱۳ در سن ۹۳ سالگی درگذشت.